# Križevačko čuvalište tigrova
Zoološki vrt Zlatka Budina je privatno čuvalište sibirskih tigrova u Svetom Petru Orehovcu. Jedino je čuvalište te vrste u Hrvatskoj i svojevrsni je mini zoološki vrt. Krajnji cilj ovog Vrta je uzgojiti tigrove i pustiti ih na prirodno stanište- Sibir.
ZOO je u izgradnji, prostire se na 2 hektara i svaki tigar ima kavez veličine 100 kvadrata.
Tu se nalazi 11 tigrova.

## Vanjske poveznice
- Sibirski tigrovi u Hrvatskoj